# Vuelta a Guatemala 2016
Die 56. Vuelta a Guatemala 2015 war ein Straßenradrennen in Guatemala. Das Etappenrennen fand vom 24. Oktober bis zum 1. November 2016 statt. Es gehörte zur UCI America Tour 2017 und war dort in der Kategorie 2.2 eingestuft.

## Etappen
| Etappe    | Datum    | Etappenorte                         | type              | Länge (km) | Etappensieger     | Gesamtführender  |
| --------- | -------- | ----------------------------------- | ----------------- | ---------- | ----------------- | ---------------- |
| 1. Etappe | 24. Okt. | Guatemala-Stadt – El Progreso       | Flachetappe       | 130        | Álder Torres      | Álder Torres     |
| 2. Etappe | 25. Okt. | Jutiapa – Chiquimulilla             | Flachetappe       | 112,5      | Alfredo Ajpacajá  | Álder Torres     |
| 3. Etappe | 26. Okt. | Puerto San José – Retalhuleu        | Flachetappe       | 174,5      | Dorian Monterroso | Álder Torres     |
| 4. Etappe | 27. Okt. | Champerico – Retalhuleu             | Einzelzeitfahren  | 37,8       | Manuel Rodas      | Manuel Rodas     |
| 5. Etappe | 28. Okt. | San Pedro Sacatepéquez – San Marcos | Hochgebirgsetappe | 125,5      | Román Villalobos  | Manuel Rodas     |
| 6. Etappe | 29. Okt. | Quetzaltenango – Quetzaltenango     | Flachetappe       | 117        | Cristian Pita     | Manuel Rodas     |
| 7. Etappe | 30. Okt. | Totonicapán – Sololá                | Hochgebirgsetappe | 99,5       | Byron Guamá       | Román Villalobos |
| 8. Etappe | 31. Okt. | Chimaltenango – Tecpán Guatemala    | Hochgebirgsetappe | 109,1      | Jonathan de León  | Román Villalobos |
| 9. Etappe | 1. Nov.  | Guatemala-Stadt – Guatemala-Stadt   | Flachetappe       | 105        | Elías Vega        | Román Villalobos |

## Gesamtwertung
| \| Gesamtwertung \| Gesamtwertung \| Gesamtwertung \| Gesamtwertung \| Gesamtwertung \| \| Fahrer \| Fahrer \| Land \| Team \| Zeit \| \| ------------- \| ----------------- \| ------------- \| ------------------------------- \| ---------------- \| \| 1. \| Román Villalobos \| Costa Rica \| Canel's-Specialized \| 24 h 51 min 47 s \| \| 2. \| Manuel Rodas \| Guatemala \| \| + 1 min 24 s \| \| 3. \| Víctor García \| Spanien \| Canel's-Specialized \| + 1 min 57 s \| \| 4. \| Juan Pablo Rendón \| Kolumbien \| \| + 3 min 14 s \| \| 5. \| Byron Guamá \| Ecuador \| Team Ecuador \| + 3 min 16 s \| \| 6. \| Elías Vega \| Costa Rica \| \| + 4 min 20 s \| \| 7. \| Jefferson Cepeda \| Ecuador \| Team Ecuador \| + 5 min 24 s \| \| 8. \| Álder Torres \| Guatemala \| Hino-One-La Red \| + 7 min 31 s \| \| 9. \| Daniel Bonilla \| Costa Rica \| Scotiabank-Nestlé-Métrica-Giant \| + 7 min 38 s \| \| 10. \| Alfredo Ajpacajá \| Guatemala \| Decorabaños \| + 9 min 34 s \| |                   |            |                                 |                  |
| |                   |            |                                 |                  |
| |                   |            |                                 |                  |
| Gesamtwertung |                   |            |                                 |                  |
| Fahrer | Fahrer            | Land       | Team                            | Zeit             |
| 1. | Román Villalobos  | Costa Rica | Canel's-Specialized             | 24 h 51 min 47 s |
| 2. | Manuel Rodas      | Guatemala  |                                 | + 1 min 24 s     |
| 3. | Víctor García     | Spanien    | Canel's-Specialized             | + 1 min 57 s     |
| 4. | Juan Pablo Rendón | Kolumbien  |                                 | + 3 min 14 s     |
| 5. | Byron Guamá       | Ecuador    | Team Ecuador                    | + 3 min 16 s     |
| 6. | Elías Vega        | Costa Rica |                                 | + 4 min 20 s     |
| 7. | Jefferson Cepeda  | Ecuador    | Team Ecuador                    | + 5 min 24 s     |
| 8. | Álder Torres      | Guatemala  | Hino-One-La Red                 | + 7 min 31 s     |
| 9. | Daniel Bonilla    | Costa Rica | Scotiabank-Nestlé-Métrica-Giant | + 7 min 38 s     |
| 10. | Alfredo Ajpacajá  | Guatemala  | Decorabaños                     | + 9 min 34 s     |

## Wertungstrikots
| Etappe         | Etappensieger     | Gesamtwertung    | Bergwertung             | Sprintwertung     | Teamwertung          |
| -------------- | ----------------- | ---------------- | ----------------------- | ----------------- | -------------------- |
| 1              | Alder Torres      | Alder Torres     | Santos Crispin Ajpacajá | Pablo Alarcón     | Cable DX Decorabaños |
| 2              | Alfredo Ajcapajá  | Alder Torres     | Román Villalobos        | Pablo Alarcón     | Cable DX Decorabaños |
| 3              | Dorian Monterroso | Alder Torres     | Román Villalobos        | Dorian Monterroso | Cable DX Decorabaños |
| 4              | Manuel Rodas      | Manuel Rodas     | Román Villalobos        | Dorian Monterroso | Cable DX Decorabaños |
| 5              | Román Villalobos  | Manuel Rodas     | Román Villalobos        | Dorian Monterroso | Cable DX Decorabaños |
| 6              | Cristián Pita     | Manuel Rodas     | Román Villalobos        | Dorian Monterroso | Cable DX Decorabaños |
| 7              | Byron Guamá       | Román Villalobos | Jefferson Cepeda        | Pablo Alarcón     | Canel’s Specialized  |
| 8              | Jonathan de León  | Román Villalobos | Jefferson Cepeda        | Dorian Monterroso | Canel’s Specialized  |
| 9              | Elías Vega        | Román Villalobos | Jefferson Cepeda        | Dorian Monterroso | Canel’s Specialized  |
| Wertungssieger | Wertungssieger    | Román Villalobos | Jefferson Cepeda        | Dorian Monterroso | Canel’s Specialized  |